# Uncle Samsonite
 (mai 2025).
Motif : Où sont les sources secondaires consacrées à cette mini web-série ?
- Archive Wikiwix
- Bing
- Cairn
- DuckDuckGo
- E. Universalis
- Gallica
- Google
- G. Books
- G. News
- G. Scholar
- Persée
- Qwant
- (zh) Baidu
- (ru) Yandex
- (wd) trouver des œuvres sur Wikidata

| 1. | Préciser le motif de la pose du bandeau. | Précisez le motif de la pose du bandeau en utilisant la syntaxe suivante : {{admissibilité à vérifier\|date=mai 2025\|motif=remplacez ce texte par le motif}}                        |
| 2. | Informer les utilisateurs concernés.     | Pensez à avertir le créateur de l'article, par exemple, en insérant le code ci-dessous sur sa page de discussion : {{subst:avertissement admissibilité à vérifier\|Uncle Samsonite}} |

Uncle Samsonite est une web-serie de comédie horrifique américaine créée Anna, Isaac et Jack Bowen.

## Synopsis
Le fils d'un homme est tourmenté par la figure dans son placard qui le traque dans son sommeil. La figure s’avére être Uncle Samsonite, une créature démoniaque qui kidnappe et dévore les âmes des enfants, Sa voix est celle de Jake Bowen, également créateur de la série.

## Distribution
- Jack Bowens: Uncle Samsonite, Jack, père de john, détective Lumpink[2].
- Larry Bowens: Père de Jack[2].
- Issac Bowens: Issac, The Knight[2].
- Justin Briggs: Steve[2].
- Alex Jordan: Jeffrey[2].
- Ben Kellar: un Cultiste[2].
- Reed Fitzpatrick: un cultiste[2].

## Épisodes

### Saison 0 (2014)
| №                                                           | Titre                        | Durée | Première diffusion |
| ----------------------------------------------------------- | ---------------------------- | ----- | ------------------ |
| 0                                                           | Uncle Samsonite Pays a Visit | 0:30  | 10 septembre 2014  |
| Uncle Samsonite rend visite à un enfant pendant son sommeil |                              |       |                    |

### Saison 1 (2016-2017)
| №                                                                                         | Titre               | Durée | Première diffusion |
| ----------------------------------------------------------------------------------------- | ------------------- | ----- | ------------------ |
| 1                                                                                         | Uncle Samsonite XXL | 0:40  | 16 mai 2016        |
| Jake est accueilli par le monstre qui se cade dans son placard.                           |                     |       |                    |
| 2                                                                                         | Writing on the Wall | 1;41  | 12 octobre 2016    |
| Jake est effrayé par le monstre connu sous le nom d'Oncle Samsonite.                      |                     |       |                    |
| 3                                                                                         | Twerk Twerk Twerk   | 2:12  | 20 octobre 2016    |
| Jake est torturé par Uncle Samsonite.                                                     |                     |       |                    |
| 4                                                                                         | Trick or Treat      | 2:48  | 27 octobre 2016    |
| Un Jake effrayé a pris un tour ou une friandise lorsqu'une découverte est faite.          |                     |       |                    |
| 5                                                                                         | The Library         | 1:51  | 3 Novembre 2016    |
| Le père de Jake fait un voyage à la bibliothèque pour en savoir plus sur Uncle Samsonite. |                     |       |                    |
| 6                                                                                         | The Video           | 1:51  | 12 novembre 2016   |
| Le père de Jake se réveille et rejoue la vidéo qu'il a enregistrée.                       |                     |       |                    |
| 7                                                                                         | Danker Things       | 2:42  | 19 novembre 2016   |
| Le père de Jake trouve un moyen de communiquer avec son fils.                             |                     |       |                    |
| 8                                                                                         | The Other Side      | 2:01  | 4 Décembre 2016    |
| Le père de Jake fouille dans le royaume de Uncle Samsonite .                              |                     |       |                    |
| 9                                                                                         | The Detective       | 3:38  | 11 décembre 2016   |
| Le père de Jake reçoit la visite d'un détective qui n'est pas ce qu'il semble .           |                     |       |                    |
| 10                                                                                        | Old Friends and New | 4:03  | 8 janvier 2017     |
| Le père de Jake reçoit l'aide d'un vieil ami et d'un nouvel allié .                       |                     |       |                    |
| 11                                                                                        | Showdown            | 5:45  | 4 février 2017     |
| Le père de Jake et ses amis sont entraînés dans une bataille contre Uncle Samsonite .     |                     |       |                    |

### Saison 2 (2017-2018)
| №                                                                                     | Titre               | Durée | Première diffusion |
| ------------------------------------------------------------------------------------- | ------------------- | ----- | ------------------ |
| 12                                                                                    | Epilogue            | 2:13  | 10 février 2017    |
| Une semaine après avoir vaincu l'oncle, le père de Jake vit quelque chose .           |                     |       |                    |
| 13                                                                                    | The Holy Land       | 4:37  | 25 juin 2017       |
| L'invocation d'une créature ancienne apporte une grande bataille .                    |                     |       |                    |
| 14                                                                                    | Pefidious           | 3:51  | 2 juillet 2017     |
| Jake craint que son père soit le nouvel hôte de Uncle Samsonite .                     |                     |       |                    |
| 15                                                                                    | Exorcism            | 5:09  | 16 juillet 2017    |
| Isaac aide Jake dans une tentative de se débarrasser de Uncle Samsonite .             |                     |       |                    |
| 16                                                                                    | History             | 5:01  | 26 juillet 2017    |
| Le père John raconte l'histoire de Uncle Samsonite .                                  |                     |       |                    |
| 17                                                                                    | The Hunt            | 4:44  | 4 septembre 2017   |
| La chasse de Uncle Samsonite commence .                                               |                     |       |                    |
| 18                                                                                    | New Friends and Old | 8:06  | 7 octobre 2017     |
| Jake et son père rassemblent une équipe pour sauver Isaac .                           |                     |       |                    |
| 19                                                                                    | Round Two           | 5:33  | 2 novembre 2017    |
| Les trois entrent dans le domaine de Uncle Samsonite dans lequel Steve le confronte . |                     |       |                    |
| 20                                                                                    | Return              | 5:21  | 27 décembre 2017   |
| Jake et son père reviennent après avoir perdu un ami.                                 |                     |       |                    |
| 21                                                                                    | The Brink           | 8:18  | 12 fevrier 2018    |
| Jake, le nouvel hôte de l'oncle Samsonite, affronte The Knight .                      |                     |       |                    |

### Saison 3 (2020-)
| № | Titre                         | Durée | Première diffusion |
| --- | ----------------------------- | ----- | ------------------ |
| 22 | There's an Uncle Under My Bed | 5:03  | 6 janvier 2020     |
| Uncle Samsonite rencontre un nouvel ami .                                                                            |                               |       |                    |
| 23 | The Green One                 | 9:27  | 16 mars 2021       |
| Le père de John se prépare à l'arrivée d'un éventuel allié. Le père de Jake aide The Knight à rattraper l'humanité . |                               |       |                    |
| 24 | Episode #3.3                  | 3:51  | 5 février 2025     |
| un homme fait un cauchemar horrible.                                                                                 |                               |       |                    |